# Бензоена киселина
Бензоената киселина е ароматна карбоксилна киселина. Солите ѝ се наричат бензоати. При нагряване сублимира. Слабо се разтваря във вода. Разтваря се в етанол, етер и други органични разтворители. Парите ѝ имат остра миризма и дразнят дихателните пътища. Бензоената киселина е по-силна от алкановите киселини с изключение на мравчената. Причината за това е влиянието на бензеновото ядро, което допълнително стабилизира карбоксилния йон и води до по-лесно отцепване на водороден катион. Участва в заместителни реакции – халогениране, нитриране и сулфониране. Карбоксилната група оказва влияние върху ароматното ядро. Под нейно влияние заместителните реакции протичат на мета позиция и то по-трудно в сравнение с бензена. При декарбоксилиране се получава бензен.
Има антисептично действие и се използва в хранително-вкусовата промишленост като консервант, най-вече в алкохолните напитки. Най-широко приложение има нейната сол – натриев бензоат. Използва се и за синтез на фунгициди, лекарства, багрила и др. Смята се за една от най-вредните добавки сред разрешените консерванти.